# Spathius neleus
Spathius neleus är en stekelart som beskrevs av Nixon 1943. Spathius neleus ingår i släktet Spathius och familjen bracksteklar. Inga underarter finns listade i Catalogue of Life.